# X-Men vs. Street Fighter
X-Men Vs. Street Fighter é um jogo de Arcade lançado pela Capcom em 1996 e é o primeiro da série Marvel Vs. Capcom de jogos de luta. Ele traz os personagens dos X-Men e os personagens da série Street Fighter.
Ele foi o segundo jogo a utilizar o sistema de luta em duplas com a conhecida jogabilidade de Street Fighter, incorporando os elementos dos jogos de luta anteriores da Capcom na franquia de jogos da Marvel: X-Men: Children Of The Atom e Marvel Super Heroes. Ele também foi lançado para Sega Saturn em 1997 e Playstation em 1998, porém, o sistema de luta em duplas foi abolido da versão para o Playstation, devido às limitações técnicas do console, como pouca Memória RAM.

## Jogabilidade
X-Men Vs. Street Fighter usa um sistema de luta similar ao desenvolvido em Marvel Super Heroes, e foi adicionado o sistema de luta em duplas. Ao invés do sistema usual no estilo "melhor de três" rounds, o jogo utiliza um formato de lutas com somente um round onde dois lutadores enfrentam outros dois. O jogador controla um lutador de cada vez, enquanto o outro aguarda fora da tela. O lutador que começa a luta pode, a qualquer momento, dar vez ao outro lutador, bastando o jogador pressionar Soco Alto e Chute Alto, o que ativa o Variable Attack. O jogador que estava aguardando fora da tela, entra na luta atacando com um pulo-chute, que causa um leve dano ao oponente. O jogador quando entra logo em seguida, executa uma pose de vitória e neste curto período de tempo, fica totalmente vulnerável. O jogador que saiu do jogo estará apto a recuperar uma parte da energia, enquanto o outro luta. Se um jogador perder toda sua energia, o outro automaticamente entra no jogo e assume a luta. A luta termina quando os dois jogadores do time são derrotados.
Existem outras maneiras de trocar o jogador na luta: com o "Variable Counter", que substitui o Infinity Counter do Marvel Super Heroes, quebra-se a guarda do oponente com um counter attack, porém, isso custa um nível da barra de especial. Outra maneira é o "Variable Combination", um ataque combinado onde os dois jogadores utilizam seus movimentos especiais (Hyper Combos) juntos, custando dois níveis da barra de especial e trocando o jogador atual pelo que estava descansando, depois de utilizarem seus golpes.
Os lutadores dos X-Men foram extraídos dos jogos X-Men: Children Of The Atom e Marvel Super Heroes, com a exceção de Rogue, Gambit e Sabretooth que são novos na série e o Akuma, que foi um personagem secreto no jogo X-Men: Children Of The Atom. Os personagens de Street Fighter usam as formas de Street Fighter Alpha e seus movimentos foram melhorados visando a atmosfera maior dos jogos da Marvel (por exemplo, o Hadouken do Ryu é muito maior do que nos outros Street Fighter). Esse jogo marcou a primeira aparição de Cammy trabalhando para a Shadaloo, e que, logo depois, viria aparecer nas versões caseiras de Street Fighter Alpha 2 e Street Fighter Alpha 3.

## Personagens
| X-Men           | Street Fighter |
| --------------- | -------------- |
| Ciclope         | Ryu            |
| Gambit          | Ken            |
| Rogue           | Chun-Li        |
| Apocalipse *    | Cammy          |
| Tempestade      | Charlie        |
| Fanático        | Zangief        |
| Dentes-De-Sabre | Dhalsim        |
| Magneto         | M. Bison       |
| Wolverine       | Akuma *        |

* Personagem Secreto

### Chefe
- Apocalipse - Após derrotá-lo, o lutador que aplicou o golpe final no Apocalipse, derrotando o mesmo, lutará sozinho contra seu ex-parceiro numa luta. (Nesta parte do jogo não são aceitos novos desafios). Assim que o jogador derrotar seu ex-parceiro, será mostrado o encerramento do personagem selecionado.

## Parceiros
O jogador tem a liberdade de escolher aleatoriamente os personagens que quiser para lutar, mas ao enfrentar o oponente controlado pela CPU, as duplas enfrentadas pelo jogador serão geralmente:
- Ryu e Ciclope
- Ken e Gambit
- Chun-Li e Vampira
- Cammy e Vampira
- Cammy e Wolverine
- Akuma e Wolverine
- Charlie e Tempestade
- Dhalsim e Dentes-De-Sabre
- Zangief e Fanático
- M. Bison e Magneto
- Ryu e Ken
- Ciclope e Gambit
- Chun-Li e Ciclope
- Cammy e M. Bison
- Akuma e Cammy
- Tempestade e Vampira
- Ryu e Charlie
- Charlie e Chun-Li
- Magneto e Dentes-De-Sabre
- Dhalsim e Zangief
- Fanático e Dentes-De-Sabre

## Recepção no mercado
O arcade original X-Men Vs. Street Fighter quando lançado, teve uma ótima aceitação no mercado e uma excelente avaliação da mídia especializada. O jogo simplificou o estilo e introduziu a série Versus. O jogo utilizou os elementos de Darkstalkers e Marvel Super Heroes como, por exemplo, o sistema de super-pulos e os gráficos.
A versão do Playstation foi criticada pela mídia especializada e pelos fãs, recebendo uma nota 6.0 e uma péssima nota de 3.6 no GameSpot. Isto se deve às limitações técnicas do Playstation como pouca Memória RAM e esta conversão ficou muito inferior a versão original do arcade, em jogabilidade e gráfico. Muitos quadros de animação foram removidos, tornando o visual do jogo desajeitado e variável e a velocidade ficou inaceitável com muitos slowdowns, especialmente, durante movimentos especiais, o que faz o jogo difícil de ser jogado. Devido a limitação da memória, essa versão também deixa de trazer o modo de luta em duplas como no arcade e, ao invés disso, traz o tradicional modo "melhor de três" rounds com as lutas um-contra-um. É possível jogar em duplas no modo chamado Crossover Mode, onde o jogador pode escolher dois personagens e jogar com ambos. Porém, o oponente deve escolher os mesmos personagens na ordem inversa. Por exemplo, o primeiro jogador controla Ryu e Wolverine e o segundo deve, necessariamente, jogar com Wolverine e Ryu.
A conversão para o Sega Saturn recebeu uma crítica muito favorável, com uma nota 7.4 e o conceito "bom" no GameSpot. A versão do Saturn traz um visual muito superior, devido a Memória RAM maior do sistema e ainda o uso do cartucho de 4MB de RAM da Capcom, que produzem uma versão que chega próxima da perfeição do arcade. Porém, isso foi lançado apenas no Japão, entretanto, jogadores de outros lugares do mundo acabaram importando o Sega Saturn japonês, para poder desfrutar desta fiel conversão.